# Otospermophilus douglasii
Otospermophilus douglasii is een zoogdier uit de familie van de eekhoorns (Sciuridae). De vacht is bruin op de rug met kleine witte vlekken, een donkere rugvlek en zilverkleurige schouders. Het is een sociaal levend dier dat tunnels graaft om te overnachten, jongen te werpen en zich te verschansen tegen roofdieren. Het is een belangrijke prooi voor veschillende predatoren die het meest voorkomt in graslanden en open bossen. Hij eet voornamelijk zaden en vegetatie. Hij vormt een gevaar voor de gezondheid omdat via hun vlooien en teken ernstige ziekten kunnen worden overgedragen op mensen. Daarnaast veroorzaakt het dier schade aan infrastructuur door z'n graafwerk. 

## Beschrijving
De vacht van Otospermophilus douglasii is zandkleurig tot grijsbruin op de rug en de flanken bezaaid met zilverwitte spikkels, een bossige staart, witte ringen rond de ogen en relatief grote oren. De donkere vlek tussen de schouderbladen is het meest uitgesproken bij volwassen mannetjes, breder is loopt verder door richting de staart dan bij vrouwtjes. Bij juvenielen is deze vlek nauwelijk zichtbaar. De basiskleur van de vacht verloopt van donkerbruin met opvallende zilverachtige kraag aan de kust van Oregon naar lichtbruine vacht in de zomer en iets grijzer in de winter in oostelijk Oregon. Mannetjes in het noorden van Californië zijn 43,8–50,5 cm lang, met een staart van 17,5–22 cm, achtervoet van 57–63 cm, en oorhoogte van gemiddeld 2,3 cm. Vrouwtjes hebben een totale lengte van 42,7–45,3 cm, een staart van 16–21 cm, achtervoet 5,6–6,0 cm, en oor van gemiddeld 2,3 cm hoog.

### Ontwikkeling
De haarloze baby's hebben een gerimpelde, rode huid, gesloten ogen, weinig controle over hun bewegingen en wegen ongeveer 12 g. In de tweede week begint er haar op het hoofd en de rug te verschijnen, de pigmentatie van de huid is begonnen en het gewicht is verdubbeld. In de vierde week beginnen de ogen open te gaan, de ledematen te bewegen, de kopjesn kunnen worden opgetild en de jongen wegen ongeveer 35 g. Op een leeftijd van 7 weken is er overal op het lichaam gepigmenteerd haar verschenen, kunnen de ogen volledig worden geopend, worden de bewegingen gecontroleerd en bereiken de jongen een gewicht van ongeveer 65 gram. In de achtste week wegen de jongen gemiddeld 73 g en zijn ze begonnen met het eten van vast voedsel. In centraal Oregon wagen de jongen zich in juni buiten de holen en enkele weken later in Noord-Californië. Jongen verschijnen later aan de oppervlakte op grotere hoogten. De dieren beginnen aan het einde van de zomer lichaamsvet aan te maken en bereiken hun hoogste gewicht tegen het einde van september. Een periode van inactiviteit begint meestal in november. Zowel volwassenen als jongen komen echter tevoorschijn tijdens warmere en drogere momenten in de winter. De maximale levensduur bedraagt 5–6 jaar.

### Verschillen met andere grondeekhoorns
Vergeleken met grondeekhoorns van andere geslachten, onderscheidende Otospermophilus douglasii zich door de lichtbruine tot crèmekleurig vacht, een lange, bossige staart en witte ringen rond de ogen. Ondanks hun vergelijkbare kleurvariatie is de mediale streep van O. douglasii donkerder dan die van de Californische grondeekhoorn. De houtskoolkleurige tot zwartbruine driehoekige vlek met de smalle punt in de nek tot ongeveer halverwege de rug, de lichter gekleurde bruine schouders en de dichte, zilverachtige haren die vaak aanwezig zijn op de laterale randen van de nek en de schouders zijn de belangrijkste kenmerken die O. douglasii onderscheiden van de Californische grondeekhoorn. De bovenste voorpoten en staart van O. douglasii hebben doorgaans laterale haren met witte punten, in contrast met de geelbeige zweem bij de Californische grondeekhoorn. Deze verschillen zijn het duidelijkst zichtbaar bij volwassenen en minder zichtbaar bij onvolwassen individuen. De grijsbruine kleur met witte vlekken onderscheidt hem van de rotsgrondeekhoorn. Deze is bijna altijd een mix van grijsbruin, kaneelbruin en botkleurig tot donker zwartbruin, maar soms geheel zwart.

## Taxonomie

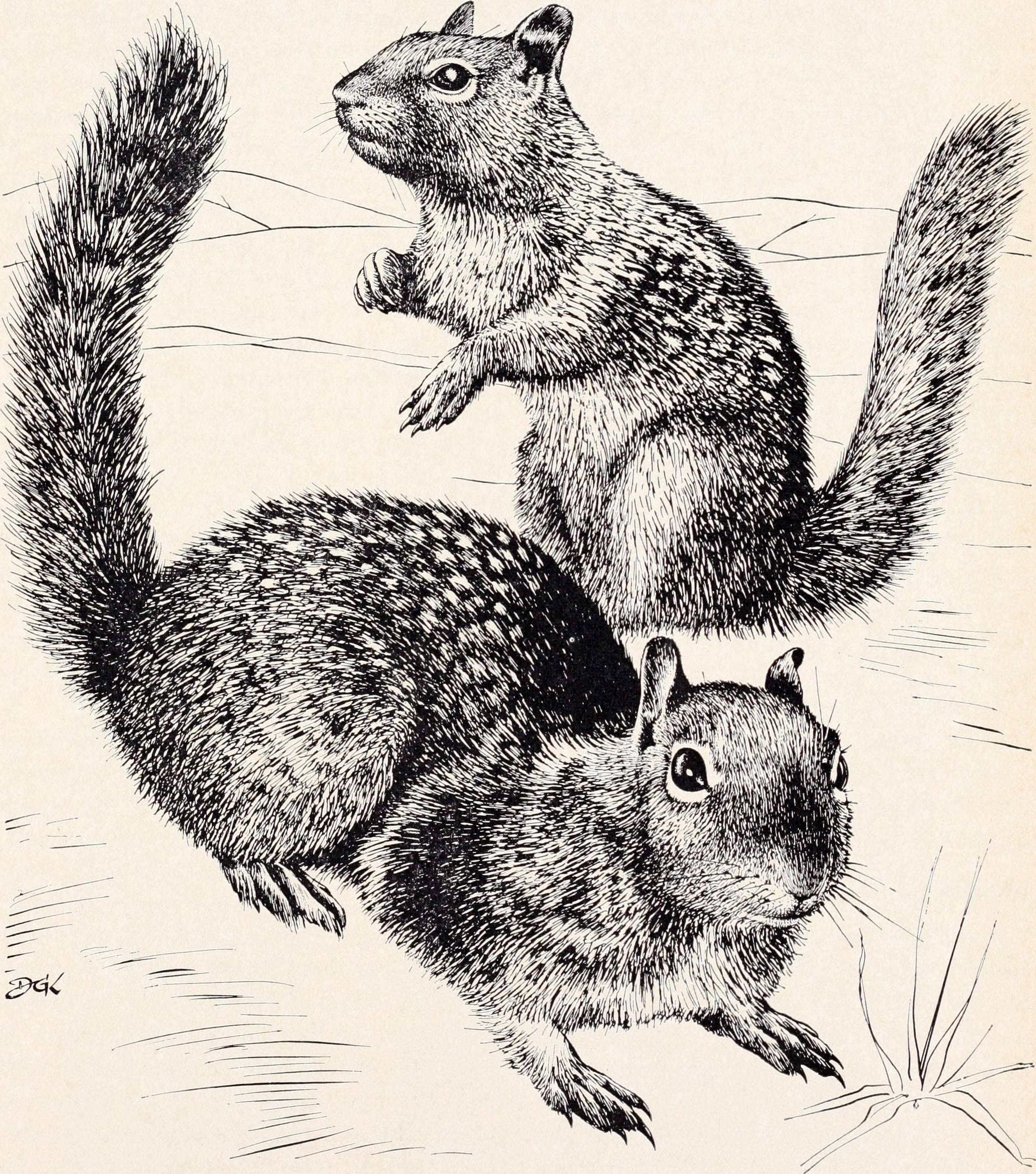
tekeningen van de Californische grondeekhoorn (boven) en Otospermophilus douglasii (onder), uit Control of field rodents on California farms (1965)

Otospermophilus douglasii, gevonden aan de oevers van de Columbia-rivier, werd voor het eerst wetenschappelijk beschreven door John Richardson in zijn boek Fauna Boreali-Americana of the zoology of the northern parts of British America, gepubliceerd in 1829, en hij noemde het dier Arctomys (Spermophilus) douglasii. De beroemde Franse paleontoloog, geoloog en natuuronderzoeker George Cuvier stelde in 1831 voor om de grondeekhoorns in een ander geslacht te plaatsen dan de bosmarmot, waardoor de nieuwe combinatie Spermophilus douglasii ontstond. In 1874 beschouwde Joel Asaph Allen de Otospermophilus douglasii als een variëteit van de rotsgrondeekhoorn en maakte de nieuwe combinatie Spermophilus grammurus var. douglasi, waarbij hij de soortnaam verkeerd spelde. Walter Pierce Bryant maakte ook een fout door Richardson's soortnaam te kopiëren, waardoor Spermophilus grammurus douglassi ontstond. In 1901 plaatste Daniel Giraud Elliot deze grondeekhoorn in een nieuw ondergeslacht en stelde zo de naam Spermophilus (Otospermophilus) grammurus douglasi samen, opnieuw een foutieve spelling. In 1903 verplaatste Elliot de soort samen met de rotseekhoorn naar een geslacht dat momenteel alleen Europese en Aziatische grondeekhoorns omvat en maakte de combinatie Citellus variegatus douglasi, waarmee hij zijn eerdere foutieve spelling voortzette. Joseph Grinnell beschouwde deze grondeekhoorn als een ondersoort van de Californische grondeekhoorn, en vormde in 1913 de nieuwe combinatie Citellus beecheyi douglasi en kopieerde de foutieve spelling van Richardsons epitheton douglasii. In 1918 verhefte Grinnell het dier tot een aparte soort, waardoor de combinatie Citellus douglasii ontstond. L.K. Couch maakte in een artikel over de verspreiding een fout in deze naam, waardoor de combinatie Citellus douglasi ontstond. Gerrit Smith Miller Jr. verhief het ondergeslacht Otospermophilus tot een apart geslacht, waarbij hij de deze grondeekhoorn als ondersoort van de rotsgrondeekhoorn behield en in 1924 de nieuwe naam Otospermophilus grammurus douglasii combineerde. In 1931 was E.R. Edge de eerste die de huidige naamcombinatie Otospermophilus douglasii gebruikte.
Otospermophilus douglasii is geclassificeerd in de orde knaagdieren, onderorde Sciuromorpha, eekhoornfamilie, de geslachtengroup grondeekhoorn. Verschillende wetenschappelijke auteurs beschouwden het als een van de acht ondersoorten van de Californische grondeekhoorn. Recente vergelijking van homoloog DNA leidt tot de erkenning van Californische grondeekhoorn, rotseekhoorn en Otospermophilus douglasii als aparte soorten, en omvat ook een vorm uit het zuiden van Baja California, voorheen bekend als Otospermophilus atricapillus, tot ondersoort van de Californische grondeekhoorn. Een biogeografische barrière scheidt de populaties van Otospermophilus douglasii en de Californische grondeekhoorn, waarbij de eerste beperkt is tot het gebied ten westen en ten noorden, en de laatste tot het gebied ten oosten en ten zuiden van de Sacramento-rivier. De precieze verdeling tussen deze soorten in de zuidoostelijke Yolo en Solano counties, en langs de noordwestelijke rand van de Sacramento-San Joaquin rivierdelta, moet verder worden onderzocht. Experimenten in een laboratorium lieten zien dat deze twee soorten gemakkelijk kunnen hybridiseren.

### Naamgeving
De geslachtsnaam is een samenvoeging van de Griekse woorden ὠτός (otos) hetgeen "oor" betekent, σπέρματος (spérmatos) "zaad" en φίλος (phílos) "geliefd". Deze naam is gekozen omdat deze groep grondeekhoorns relatief grote oren heeft.

### Verwantschap
Vergelijking van homoloog DNA biedt inzicht in de relatie van de Otospermophilus douglasii met andere soorten. De recentste gemeenschappelijke voorouderr van Otospermophilus douglasii en de Californische grondeekhoorn leefde naar schatting ongeveer 0,725 miljoen jaar geleden, wat samenviel met het moment waarop de San Joaquin en Sacramento rivieren begonnen te stromen, zodat een barrière ontstond voor de gene flow tussen de populaties die deze twee soorten zouden doen ontstaan. Dit onderzoek suggereert ook dat de rotsgrondeekhoorn het beste kan worden beschouwd als een ondersoort van de Californische grondeekhoorn, maar er zijn meer genetische monsters nodig om daar zeker van te zijn. De geslachten Otospermophilus (Otospermophilus douglasii, Californische grondeekhoorn en rotsgrondeekhoorn) en Callospermophilus (mantelgrondeekhoorn, Callospermophilus saturatus en Callospermophilus madrensis) zijn nauwste verwanten.

## Gedrag

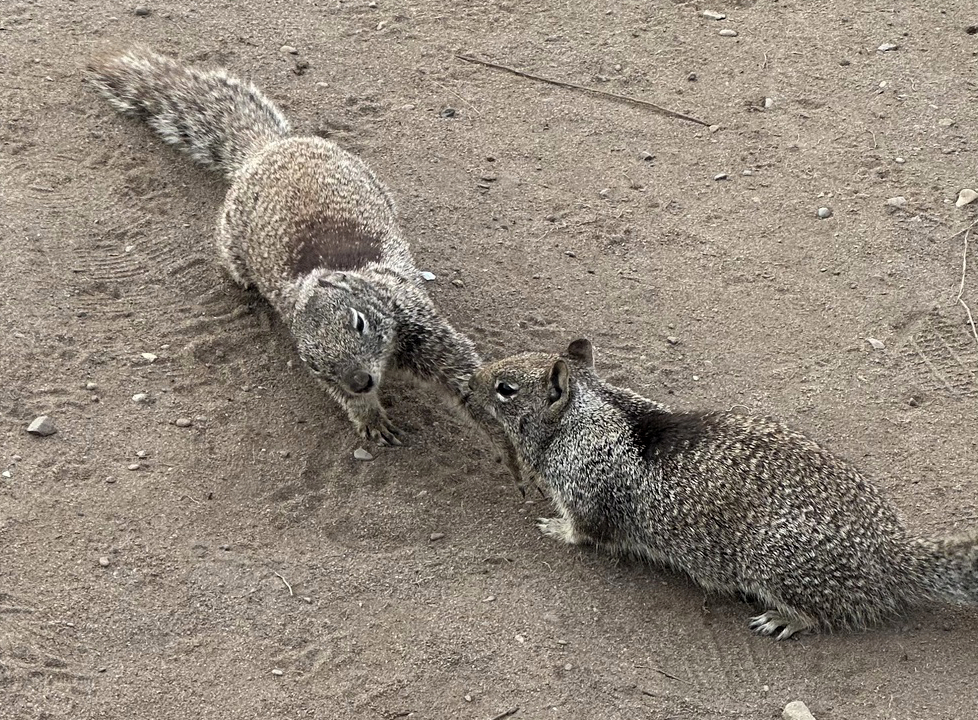
Otospermophilus douglasii in gevecht

Otospermophilus douglasii graaft ondergrondse holen die hij vaak deelt met andere individuen. Deze holen hebben verschillende functies, waaronder het opslaan van voedsel, het baren en verzorgen van de jongen, het bieden van beschutting tegen slecht weer en het ontsnappen aan roofdieren. In de lente en zomer brengen deze eekhoorns meer tijd door aan de oppervlakte, waar ze eten en voedsel verzamelen. De jongen, die vroeg in het jaar worden geboren, worden ook actiever naarmate het seizoen vordert. Van november tot januari, met minder daglichturen, minder gunstig weer en minder vers voedsel, brengen de dieren meer tijd door in hun holen. Grote groepen van deze eekhoorns hebben verschillende tunnelsystemen die door zowel mannetjes als vrouwtjes worden gebruikt. In deze grote groepen kan het aantal volwassen vrouwtjes twee keer zo hoog zijn als het aantal mannetjes. Volwassen mannelijke bewoners zijn waarschijnlijk agressief tegenover mannetjes van buitenaf en houden daarom hun territoria grotendeels in dezelfde handen. Volwassen mannetjes kunnen vaak fungeren als schildwachten, en maken luid tjilpend geluid om de groep te waarschuwen voor potentiële roofdieren, wat een voordeel illustreert van het leven in sociale groepen. Schildwachten maken onderscheid tussen roofvogels en ongevaarlijke vogelsoorten. Er worden verschillende soorten contact tussen groepsleden onderscheiden. Een individu kan een andere eekhoorn begroeten en zich dan terugtrekken. Dieren kunnen elkaar wederzijds verzorgen, of ze snuffelen en raken neuzen, wangen, lichaam en de anaalstreek aan. Speels achtervolgen, boksen, worstelen en elkaar beklimmen wordt meestal gezien bij jonge dieren. Individuen kunnen zich terugtrekken als een andere eekhoorn nadert, blijkbaar om agressie te vermijden. Agressief gedrag bestaat uit zich groot maken en van de zijkant tonen, duwen, soms escalerend in bijten en trappen, totdat de tegenstander zich terugtrekt. Dit kan het wegjagen van andere volwassenen door vrouwtjes omvatten, en agressie tussen mannetjes. Een mannetje kan herhaaldelijk een vrouwtje op haar voorpoot of schouder tikken als uitnodiging tot paring.

### Voortplanting
Het paarseizoen in westelijk Oregon begint meestal eind februari en duurt tot begin maart, maar de timing van de voortplanting verschilt per regio. Vrouwtjes zijn meestal eind maart zwanger. De pups worden geboren in mei of juni en half juli gespeend. In centraal westelijk Oregon begint de paartijd eind maart en bereikt een hoogtepunt begin april. In deze regio vinden de geboortes plaats vanaf de laatste week van april tot in mei. De draagtijd wordt geschat op 25-30 dagen. Vrouwtjes in noordelijk Californië droegen 5-6 embryo's. Aan het zuidelijke uiteinde van het verspreidingsgebied vinden paringen half maart plaats. Hier verschijnen de jongen begin juli. Grotere vrouwtjes dragen over het algemeen meer embryo's, tot wel 7, terwijl kleinere vrouwtjes minder embryo's dragen, zo weinig als 3. Soms worden embryo's echter geaborteerd. Vrouwtjes zullen waarschijnlijk elk jaar één nest produceren.

## Ecologie
Otospermophilus douglasii is een soort die grote tunnelsystemen creëert die helpen om te ontsnappen aan roofdieren, te rusten en te overwinteren, voedsel op te slaan en als kraamkamer. Het meeste graafwerk vindt plaats in de herfst en de winter. De holen variëren van 0,3 tot 3,3 m diep en zijn over het algemeen groter en complexer op de vlakten, met name op leem- of zandgrond. In sommige vlakke weidegronden zijn tot 36 holen per hectare gevonden. Sommige hebben één ingang, maar andere holen zijn ondergronds met elkaar verbonden. Bovengronds verbinden paden de ingangen. Sommige tunnels bevatten kamers voor voedselopslag, nestbekledingsmateriaal, ontlasting en afval. Sommige tunnels zijn bijna verticaal, waarschijnlijk voor ventilatie of waterafvoer. Holen in Noord-Californië zijn 11 cm in diameter en 0,7–1,5 m lang, waarbij de meeste holen 0,75–1,20 m onder het oppervlak liggen, maar sommige holen strekten zich uit tot meer dan 2 m diep. De gemiddelde lengte van het hol is 5 m en de gemiddelde diepte is ongeveer 40 cm, met de langste holen tussen de 10 en 14 m, en de grootste diepte op ongeveer 85 cm. Vlak voor de opening van een hol ligt vaak een hoop aarde die wordt gebruikt als uitkijkpunt, maar soms liggen holingangen verborgen tussen rotsen, boomstammen, struiken of boomwortels. Deze grondeekhoorns vermijden het over het algemeen om holen te graven onder grote boomkronen. Vaak liggen er plekken waar stofbaden worden naast de holen en worden vaak gebruikt om vlooien en teken af te verwijderen die in overvloed in de holen kunnen voorkomen.

### Voedsel

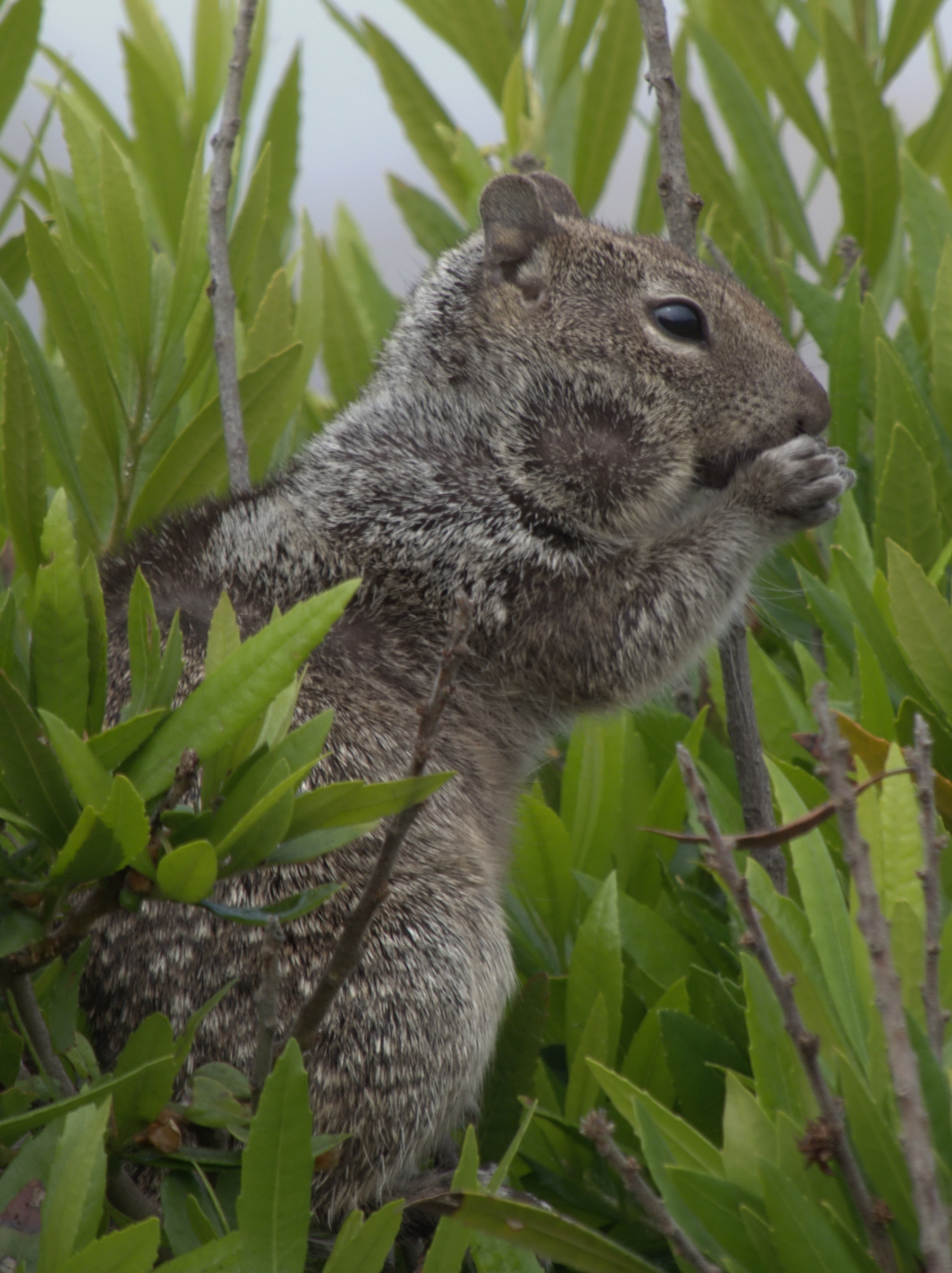
Otospermophilus douglasii propt zijn wangzakken vol voedsel

Otospermophilus douglasii heeft waarschijnlijk een dieet dat vergelijkbaar is met dat van de Californische grondeekhoorn. Deze nauw verwante soort heeft een gevarieerd dieet dat bestaat uit zaden, noten, knollen, wortels, grassen, bloemen en vruchten. Op basis van directe observaties van O. douglasii op zoek naar voedsel, en analyse van de inhoud van wangzakken en magen, blijken verschillende eikels, Chrysolepis-zaden, esdoornzaden, gesnavelde hazelaar (Corylus cornuta), pijnboompitten, sparrenzaden, gekielde dravik, zwenkdravik, gestreepte witbol, Purshia tridentata, Umbellaria californica, Aesculus californicus, Medicago hispida, gewoon biggenkruid, reigersbeksoorten, wilgenroosjes, hertshooisoorten, Lupinus micranthus, Arctostaphylos manzanita, smalle weegbree, wilde rozen, Maltezer centaurie, mariadistel, Madia-soorten, Rhus trilobata, Notholithocarpus densiflorus en gecultiveerde gewassen zoals amandel, abrikoos, kers, peer, hazelnoot, walnoot, gerst en tarwe. Hoewel ze voornamelijk vegetariër zijn, kan het dieet worden aangevuld met insecten, zoals veldsprinkhanen, aas uit vallen die bedoeld zijn voor carnivoren en eieren zoals van de Californische kuifkwartel. Kannibalisme komt ook voor. Bij hoge populatiedichtheden raakt het voedsel in de buurt van de holen uitgeput, waardoor de dieren gedwongen worden om op grotere afstanden te foerageren, wat hun kwetsbaarheid voor predatie vergroot. Zware sneeuwval en intense regenval kunnen de dieren doden, zelfs als ze schuilen, en kunnen tijdelijk leiden tot een afname van de groepsgrootte. In de lente wordt O. douglasii actiever wanneer de temperaturen stijgen, de daglichturen toenemen en er meer voedsel beschikbaar is. In de herfst, wanneer deze ontwikkelingen worden omgekeerd, gaan de dieren in een staat van torpor, wat geen echte winterslaap is. Dit kan beginnen tussen september en november en eindigen eind februari tot begin maart. Op grotere hoogten, zoals in de Siskiyou Mountains, overwintert O. douglasii echter van november tot april. Maar zelfs hier kunnen sommige individuen al eind februari tevoorschijn komen. Omdat rode lynxen zich in de winter nog steeds voeden met deze grondeekhoorns, moet er in deze maanden sprake zijn van enige oppervlakteactiviteit. Over het algemeen kan er iets meer tot ongeveer het dubbele aantal volwassen vrouwtjes dan mannetjes in een kolonie zijn.

### Roofdieren, concurrenten en commensalen
Otospermophilus douglasii wordt belaagd door de stierslang, lokale ratelslangsoorten, raaf, Amerikaanse oehoe, steenarend, roodstaartbuizerd, Amerikaanse klapekster, hermelijn, langstaartwezel, vismarter, rode lynx, coyote, vos, grijze vos, verwilderde katten en honden. De westelijke grijze eekhoorn, witvoetmuis, woelmuizen, hazen, treurduif en Amerikaanse gorzen (Passerellidae) concurreren om voedsel met O. douglasii. Er is waargenomen dat holenuilen onbewoonde holen van deze grondeekhoorn gebruiken.

### Ziekten en parasieten
Otospermophilus douglasii is een gastheer van Dermacentor undersoni, een mogelijke vector van Rocky Mountain spotted fever. Het dier wordt ook geparasiteerd door Dermacentor occidentalis, een vector van tularemie, en Rhipicephalus annulatus, een vector van babesiosis. Hij is ook een gastheer van de vlo Oropsylla montana, een soort waarvan bekend is dat deze de pest overbrengt in het westen van de Verenigde Staten. Hoplopsyllus anomalus, Oropsylla montana, Echidnophaga gallinacea en de kattenvlo zijn aangetroffen in zijn holen. Deze soorten brengen niet allen tularemie en de pest over, maar ze kunnen ook besmet zijn met Rickettsia felis die kattenvlooientyfus, kattenkrabziekte (Bartonella henselae), muizentyfus (Rickettsia typhi) en bacteriële meningitis (Bartonella washoensis) veroorzaken. Deze grondeekhoorn is ook drager van Coxiella burnetii, een bacteriële ziekteverwekker die Q-koorts veroorzaakt en kan worden overgedragen op mensen en vee.

## Verspreiding, schade en bescherming
Otospermophilus douglasii is te vinden in Noord-Californië vanaf de kust ten noorden en westen van de Sacramento rivier, zich uitstrekkend naar het oosten tot aan de voet van het Sierra Nevada-gebergte en het Modoc Plateau in Oregon, oostwaarts door het Great Basin ten westen van Nevada, en noordwaarts tot in centraal Washington. Later verspreidde het zich door centraal Washington, waarbij de uitbreiding van landbouwgrond de verspreiding en het succes van de soort bevorderde. Het meest noordelijke voorkomen is momenteel vanaf het zuidelijke uiteinde van Cle Elum Lake, ongeveer 100 km ten oosten van de stad Tacoma. Het komt voor tot ongeveer 2100 m in de Scott Mountains.
De International Union for Conservation of Nature and Natural Resources heeft nog geen beoordeling van het voortbestaansrisico voor deze soort gemaakt.